# ボールルームへようこそ
『ボールルームへようこそ』は、竹内友による日本の漫画。『月刊少年マガジン』（講談社）にて2011年12月号より連載されている。社交ダンス（競技ダンス）をテーマに描かれた作品。
途中、一時休載をしていたが、『月刊少年マガジン』2017年2月号から、連載を再開。
ボールルーム (ballroom) とはホテルなどの「舞踏室」という意味である。

## あらすじ
将来の夢も趣味もなく、無気力に日々を過ごしていた中学生・富士田多々良は、カツアゲに遭ったところをプロダンサー・仙石要に助けられたことで、偶然にも社交ダンスと出会う。
「何か一つでいい、好きだと言えるものがあれば」と考えた多々良は今の自分を変えるため社交ダンスの世界へ飛び込む。
仙石の指導下に入った多々良は、自分と同じく「将来の夢も趣味もない」と思っていた同級生・花岡雫が、そこでダンスを学ぶ、アマチュアランキング一位のダンサーであり、プロダンサーを目指す情熱を持っていることを知る。
場違いだと感じるものの、スタッフの環に渡されたビデオを見たことで社交ダンスの魅力に取り憑かれ、紆余曲折を経て仙石に弟子入りした。
あるとき、雫とそのパートナー、兵藤清春の凄まじいダンスを見せられたことで社交ダンスの世界に引き込まれていき、ふとしたハプニングで清春の替え玉として雫と踊ることになった多々良は、それを切っ掛けに秘めたる才能を開花させていくことになる。

## 登場人物
「声」はテレビアニメ版の声優。

### 主要人物
富士田 多々良（ふじた たたら）
声 - 土屋神葉、櫻井優輝（幼少期）
本作の主人公。初登場時は市立玉村中学校3年生。観察力と模倣性がよく、目で見て動きをすぐに覚える才能がある。自分が胸を張って「好きだ」といえることを探す中学生。「何もない自分」を変えたいと思っている。競技ダンスには無縁であったが、スタジオに誘われ社交ダンスを教わり始めると、仙石や雫、兵藤たちに触発されやがて「青春」と自負できるほどにダンスの世界に魅入られていく。
兵藤いわく「感情で踊るダンサー」であり、「パートナーに寄り添うことで自分の姿を変えていく歪んだ奴」でもある。感覚的にパートナーと調和した時に凄まじい存在感を放つ。その典型が天平杯決勝の赤城真子とのソロワルツで、真子と無言での多数の情報のやり取りをし、真子を光らせることを重視したダンスをした結果、カップルとしては決勝最下位に沈んだものの、結果的に真子をボールルームクイーンにするのに成功する。
一方で、ステージ上では普段のおとなしい姿から想像できないほど闘志を燃え上がらせ、緋山千夏とのダンスはパートナーでありながら競い合うような独特の雰囲気を醸し出す。
日本インターナショナルダンス選手権を終えた仙石に、仙石が経営する小笠原ダンススタジオから清春の母・マリサの経営する兵頭ソシアルダンスアカデミーへ移籍する旨を伝え移籍し活動している。
花岡 雫（はなおか しずく）
声 - 佐倉綾音
スタンダード（5種目）とラテン（5種目）を踊る10ダンサー（テン・ダンサー）。兵藤のパートナーで現アマチュアチャンピオン＆アマチュアランキング1位の少女。初登場時は多々良と同じ市立玉村中学校3年生。アマチュアの選手。物語冒頭時点で来年にはパートナーの兵藤と共に海外へ留学する予定。普段は眼鏡をかけているが、ダンスの際には外している。
仙石の元でダンスを学んでおり、兵藤の負傷時に彼の采配によって多々良と組むことになった彼の最初のパートナー。そして兵藤とともに、多々良がいずれ越えなければならない最大のライバルでもある存在。
兵藤 清春（ひょうどう きよはる）
声 - 岡本信彦、依田菜津（幼少期）
初登場時は中学3年生。雫のリーダーの天才10ダンサー。アマチュアチャンピオン＆アマチュアランキング1位。足の負傷時に（仙石が勝手にしたことだが）替え玉出場を行ったペナルティとして半年間の出場停止を命じられたがその後、大阪グランプリから出場停止が解け本格に競技会復帰をしている。
普段はダウナーな雰囲気を漂わせる少年だが、踊りの事となると人が変わる。自分の動きを再現してみせた多々良に注目し、同じスクールで学ぶ彼をライバルとして時に導き、そのいびつな成長に強い期待を寄せている。天才気質で、ものすごく抽象的な物言いをすることがある天然系。
赤城 賀寿（あかぎ がじゅ）
声 - 富田健太郎、富田美憂（幼少期）
初登場時は高校1年生。三笠宮杯ラテン部門のファイナリスト。真子の兄。
非常に優秀なダンサーだが、優秀すぎるが故にパートナーの真子の存在感を食ってしまっていた。当初は清春の負傷時に雫をパートナーにしようと接近し、多々良とパートナーを入れ替えて勝負する（主にラテンで活躍する選手だが、このときは多々良の専攻に合わせてスタンダードで勝負）。カップルとしては圧勝するものの、多々良と踊った真子がボールルームクイーンに選ばれたことで二人を認め、真子と復縁した。
多々良の進学先の高校で風紀委員を務めており、なにかとパシリにされがちな多々良を、先輩として選手としてもフォローするようになる。
多々良のお陰で自己主張出来るようになった真子とケンカすることも多くなったが、実は妹思いで、合宿の際に真子が「（多々良は）素晴らしいリーダーだった」と発言したのを聞いて、多々良を吊し上げていた。
赤城 真子（あかぎ まこ）
声 - 諸星すみれ
初登場時は中学2年生。賀寿のパートナーであり妹。リーダーの賀寿と共にラテン部門の試合に出場することが多いが、本人はスタンダードを好んでいる（ドレスがかわいいから）。性格は気弱で自分から話をすることはないが、多々良の前だったり、多々良の話には結構饒舌。兄と話をしたり、心の中でビックリしたりすると、思わず上州弁が出る。
兄を大事にしているものの、自己主張が極端に弱く、「どのように踊りたいのか」を兄に伝えられないままに一旦コンビを解消されてしまい、多々良と組んで賀寿・雫ペアとスタンダード部門で競うことになる。多々良を額縁とした花となったことで、天平杯のボールルームクイーンを受賞して、賀寿との復縁に成功する。
ただ自身は兄の賀寿とのバランスの悪さや自分が兄の成長を阻害している事実を理解しており、今は兄を理解できる自分がパートナーとして組まなければと思う一方で、雫や千夏なら兄を成長させられると考えている。そこには天平杯以来、ダンサーとしても人間としても好意を抱いている多々良とカップルになりたい思惑も見え隠れしている模様。
純然としたパートナーなので、相手のセンスを見抜く鋭さは秀逸。しかし千夏のようなリーダーを経験したパートナーの怖さを感じ取ることが出来ない。
緋山 千夏（ひやま ちなつ）
声 - 赤﨑千夏
高校に進学した多々良のクラスメートで、現在の多々良のパートナー。ダンスをしているという多々良の自己紹介を「ダサい」と一蹴するが、実は仙石・本郷ペアのファン（特に、本郷の大ファンで彼女に憧れている）。
中学時代はリード（男）役をしていたが、競技を目指し始めたことでパートナーの明と意識のすれ違いを生みペアを解消して以後、ダンスから遠ざかっていた。多々良に出会った当初は冷たい態度で接していてカップルを組むことを拒んでいたが、明に挑発されたことで彼と組み、共に兵藤マリサの指導を受けることになる。
多々良に「所作の一つ一つに洗練された気品のようなものがあり、異様に背筋の軸が真っ直ぐで、小さな顔と長い首が特徴的。見れば見る程、ダンスが好きなダンサー」と言わしめるほどである。小学生の頃から長身であり、ウエイトもあるため、その重心を多々良が活かした時に目覚ましいパフォーマンスを見せつける。
自分のリーダーとしてのダンスのセンスに自信を持っているものの、権威的なものを怖がり、兵藤清春や雫、赤城兄妹に対して緊張している。また赤城真子の「（多々良は）素晴らしいリーダー」発言に嫉妬し、兵藤マリサの発した「非公式戦で遊ぶ」という言葉をだしに真子を責めて多々良との喧嘩に発展するが、真子が実態を話して実は真子も自分と同じ立場に立っていたことを知ると、「真子の前で言い訳できない、そして多々良以上に自分に対してくれる男はいない」と改めて多々良と一緒に踊ることを決意する。

### 選手
仙石 要（せんごく かなめ）
声 - 森川智之
現役プロの選手。ラテン＆スタンダードの二冠王者。アマチュア時に三笠宮杯スタンダード＆ラテン両部門5連覇を経てターンプロ。強引な性格でよく人を叩き、また理不尽なところがあり、主に多々良が被害を受けている。
釘宮 方美（くぎみや まさみ）
声 - 櫻井孝宏、村中知（幼少期）
長身のスタンダードダンサー。兵藤マリサの元でダンスを学ぶ社会人。かつてトラックに跳ねられたことで背骨を折りダンスから遠ざかっていたが復帰した。オールドスタイルを極めることに執着する。トレーニング&ダンススタジオ"Bres"を多々良に紹介する。
井戸川 民絵（いどがわ たみえ）
声 - 國立幸
釘宮のパートナー。釘宮に見合う長身の女性。
峰 吾郎（みね ごろう）
声 - 星野貴紀
明が千夏を煽るために見繕ったリーダー。喫茶店の常連客でヤクザのような強面だが、内面はものすごく良い。妻帯者で妻をダンスパートナーとしていた。妻そっくりの娘もいる。
甲本 明（こうもと あきら）
声 - 悠木碧
多々良のバイト先の喫茶店の娘であり、千夏とは小学一年からの付き合いで、中学生時代までのパートナー。カップル解消後、なにかと千夏を挑発するような振る舞いと嫌味な言動が目立つ。現在のリーダーは峰。
本心は千夏に強烈な憧憬と愛情を抱き、競技ダンスに積極性を見いだせなかった時に「明は頑張らなくてもいい」と言われたことがトラウマになっていた。以後、千夏に構われたい一心で挑発するような態度を取っていた。都知事杯でダンスを競ってから次第に素直に千夏に関わるようになっていく。
本郷 千鶴（ほんごう ちづる）
声 - 寿美菜子
仙石のパートナー。長身長髪の美女。彼の賞金の使いみちについて揉めて一時期出場を停止していた時期がある。
千夏と同じく、ジュニア時代は女子同士でカップルを組み、リーダー役をしていた。
岩熊 善徳（いわくま よしのり）
声 - 祐仙勇
アマチュアランキング2位、前年度チャンピオン。"Bres"を利用している時もある。
美野 麗（みの れい）
声 - 木下紗華
岩熊のパートナー。

### 小笠原ダンススタジオ
円谷 環（つぶらや たまき）
声 - 能登麻美子
小笠原ダンススタジオのスタッフ。多々良にキレイなお姉さんと称されるほど美人。多々良をダンスの世界に導いた一人。
番場 可憐（ばんば かれん）
声 - 小平有希
小笠原ダンススタジオの新入社員の見習い。
仁保 友親（じんぼ ともちか）
声 - 堀井茶渡
小笠原ダンススタジオの新入社員の見習い。ラテン専門。

### 富士田家
富士田 鉄男（ふじた てつお）
声 - 福田賢二
多々良の父親。バツイチ。

### 兵藤家
兵藤 マリサ（ひょうどう マリサ）
声 - 甲斐田裕子
兵藤清春の母。元プロフェッショナルスタンダードチャンピオン。天平杯では審査員を務めた際、多々良に目を留める。現在は多々良らのコーチ。

### トレーニング&ダンススタジオ"Bres"
蔵内　一創（くらうち　いっそう）
登場時高校３年生、多々良が替え玉として踊った前年度三笠宮杯（以下同じ）でＳ３位。物腰が柔らかく、あまり喋らない。とある事情により、主に海外で活躍し、三笠宮杯には最終選考会を通って出場する。
袴田　天獄（はかまだ　てんごく）
登場時高校３年生、前年度三笠宮杯でＳ１位、Ｌ２位だが、今年度はパートナーの妊娠により出場できなくなる。
実は赤城賀寿・真子兄妹の所属する「袴田ダンス教室」の跡取りになることになっている。

### その他
鼻毛石 天平（はなげいし てんぺい）
声 - 立川談春
賀寿が雫とカップルを組んだことで真子とのカップルが解消された為、多々良が真子（雫以外の女性）と組み、賀寿・雫ペアと競う為に出場することとなった天平杯大会の主催者。派手なバリエーションを付けたダンスを好む。

## 書誌情報

### 単行本
- 竹内友 『ボールルームへようこそ』 講談社〈講談社コミックス月刊マガジン〉、既刊12巻（2022年11月4日現在）
  1. 2012年5月17日発行（同日発売[6]）、ISBN 978-4-06-371329-9
  2. 2012年7月17日発行（同日発売[7]）、ISBN 978-4-06-371339-8
  3. 2012年11月16日発行（同日発売[8]）、ISBN 978-4-06-371354-1
  4. 2013年4月17日発行（同日発売[9]）、ISBN 978-4-06-371373-2
  5. 2013年9月17日発行（同日発売[10]）、ISBN 978-4-06-371388-6
  6. 2014年4月17日発行（同日発売[11]）、ISBN 978-4-06-371413-5
  7. 2014年11月17日発行（同日発売[12]）、ISBN 978-4-06-371450-0
  8. 2015年10月16日発行（同日発売[13]）、ISBN 978-4-06-371468-5
  9. 2017年6月23日発行（同日発売[14]）、ISBN 978-4-06-392588-3
  10. 2020年1月17日発行（同日発売[15]）、ISBN 978-4-06-518385-4
  11. 2021年4月16日発行（同日発売[16]）、ISBN 978-4-06-522780-0
  12. 2022年11月4日発行（同日発売[17]）、ISBN 978-4-06-529436-9

### 関連書籍
- 『ボールルームへようこそ 公式ファンブック』2018年2月16日発売[18]、ISBN 978-4-06-393307-9

## テレビアニメ
2017年7月から12月までMBSほかにて放送された。放送開始前週に直前特番『ボールルームの熱気-ダンス表現への挑戦-』が放送された。

### スタッフ
- 原作 - 竹内友（講談社「月刊少年マガジン」連載）[20]
- 監督 - 板津匡覧[20]
- シリーズ構成・脚本 - 末満健一[20]
- キャラクターデザイン - 岸田隆宏[20]
- プロップデザイン - 小林祐[20]
- キーアニメーター - 竹中真吾[20]
- 美術設定・美術監督 - 立田一郎[20]
- 色彩設計 - 佐藤真由美[20]
- 撮影監督 - 田中宏侍[20]
- CG監督 - 伊東巧右平[20]
- 編集 - 植松淳一[20]
- 音響監督 - 菊田浩巳[20]
- 音楽 - 林ゆうき[20]
- プロデュース - 笹木孝弘、松下卓也、森下勝司、柳村努、今井陽介（第1 - 4話）→遠藤哲哉（第5話 - 第24話）、平田秀夫、吉崎邦法、丸山博雄、金庭こず恵
- プロデューサー - 木下哲哉、立石謙介、川添千世、相島豪太、遠藤哲哉（第1 - 4話）→鍋岩晶子（第5話 - 第24話）、吹野史斉、鴨志田悠紀子、前田俊博、森菜摘
- アニメーションプロデューサー - 松下慶子
- アニメーション制作 - Production I.G[20]
- 製作 - 小笠原ダンススタジオ

### 主題歌
オープニングテーマ
「10% roll, 10% romance」（第1話 - 第11話）
作詞・作曲 - 田淵智也 / 編曲・歌 - UNISON SQUARE GARDEN
「Invisible Sensation」（第12話 - 第24話）
作詞・作曲 - 田淵智也 / 編曲・歌 - UNISON SQUARE GARDEN

エンディングテーマ
「Maybe the next waltz」 （第1話 - 第11話）
作詞・作曲 - Q-MHz / 編曲 - Q-MHz、伊藤翼 / 歌 - 小松未可子
「Swing heart direction」（第12話 - 第24話）
作詞・作曲 - Q-MHz / 編曲 - Q-MHz、末光篤 / 歌 - 小松未可子

エンディングテーマについて
Maybe the next waltzの流れる１～11話では、兵藤清春と花岡雫、赤城賀寿と赤城真子、富士田多々良と花岡雫、富士田多々良と赤城真子のシーンが流れる中、ボックスをする選手のシルエットが映るが、よく見ると話ごとに選手が違う。
富士田多々良単独（1～4、11話）
富士田多々良と赤城真子（普段着）（5～6話）
富士田多々良と赤城真子（試合着）（7～8、10話）
赤城真子単独（試合着）（9話）
これは話の終了時の多々良の状態を基準としているようで、5話で最初のパートナーとして赤城真子とカップルを組んだという事実、7話で天平杯に参加、11話で真子が兄の賀寿と戻る形でカップル解消したためまた多々良は１人に戻る、そういう状況を示している。
なお9話は、多々良が額縁として真子を花として光り輝かせることに専念したため、「真子しか見えない」状況を表すために設定したと思われる。

### 各話リスト
| 話数    | サブタイトル                   | 絵コンテ          | 演出                       | 作画監督                                         | アクション 作画監督 | 総作画監督        |
| ------- | ------------------------------ | ----------------- | -------------------------- | ------------------------------------------------ | ------------------- | ----------------- |
| Heat.1  | 小笠原ダンススタジオへようこそ | 板津匡覧          | 板津匡覧                   | 千葉崇洋、名倉智史                               | 向田隆              | 千葉崇洋          |
| Heat.2  | 兵藤清春                       | 板津匡覧          | 白川巨椋 むらた雅彦 守泰佑 | 富田恵美                                         | 向田隆              | 千葉崇洋 本田真之 |
| Heat.3  | ワルツを踊れ                   | 野村和也 板津匡覧 | 江副仁美                   | 高橋英樹、石川真理子                             | 梁博雅              | 本田真之          |
| Heat.4  | ダンサーズ・ハイ               | 佐藤雅子          | 佐藤雅子                   | 折井一雅、下妻日紗子 千葉崇洋、本田真之          | 向田隆              | 千葉崇洋          |
| Heat.5  | パートナー                     | 原恵一            | いとがしんたろー           | 名倉智史                                         | 向田隆              | 千葉崇洋          |
| Heat.6  | ライン・オブ・ダンス           | 原恵一 板津匡覧   | 井之川慎太郎               | 飯飼一幸、斎藤雅和 津熊建徳                      | 梁博雅              | 本田真之          |
| Heat.7  | 天平杯                         | 野村和也          | 鎌田祐輔                   | 植田実、福原麻衣 大島貞生                        | 向田隆              | 千葉崇洋          |
| Heat.8  | 現実                           | 奥野治男          | 奥野治男                   | 奥野治男                                         | 梁博雅              | 本田真之          |
| Heat.9  | 花と額縁                       | 吉田泰三          | いとがしんたろー           | 石川真理子、折井一雅                             | 向田隆              | 千葉崇洋          |
| Heat.10 | ボルテージ                     | 黄瀬和哉          | 黄瀬和哉                   | 黄瀬和哉                                         | 梁博雅              | -                 |
| Heat.11 | 評価                           | 板津匡覧 原恵一   | 江副仁美                   | 名倉智史                                         | 向田隆              | 千葉崇洋          |
| Heat.12 | 出会い                         | 野村和也          | 佐藤雅子                   | 植田実、折井一雅 石川真理子、千葉崇洋 本田真之   | 梁博雅              | 本田真之          |
| Heat.13 | お見合い                       | 原恵一            | いとがしんたろー           | 植田実、大島貞生                                 | 向田隆              | 千葉崇洋          |
| Heat.14 | 結成                           | 吉田泰三          | 村田尚樹                   | 山村俊了、大髙雄太 飯飼一幸                      | 梁博雅              | 本田真之          |
| Heat.15 | じゃじゃ馬ならし               | 佐藤雅子          | 江副仁美                   | 片桐貴悠、清水奈津子 千葉崇洋                    | 向田隆              | 千葉崇洋          |
| Heat.16 | 四本足                         | 鎌田祐輔 板津匡覧 | 鎌田祐輔                   | 折井一雅、石川真理子 米川麻衣、奥野治男          | 梁博雅              | 本田真之          |
| Heat.17 | 表現者                         | 佐藤雅子          | 佐藤雅子                   | 名倉智史、大島貞生 植田実                        | 向田隆              | 千葉崇洋          |
| Heat.18 | 背番号13                       | 吉田泰三          | いとがしんたろー           | 片桐貴悠、小川エリ 荒木弥緒、千葉崇洋            | 梁博雅              | 本田真之          |
| Heat.19 | 敵                             | 奥野治男          | 奥野治男                   | 奥野治男                                         | 向田隆              | 千葉崇洋          |
| Heat.20 | 友達                           | 満仲勧            | いとがしんたろー           | 石川真理子、折井一雅 米川麻衣                    | 梁博雅              | 本田真之          |
| Heat.21 | 扉                             | 仲澤慎太郎        | 仲澤慎太郎                 | 名倉智史、植田実 大島貞生                        | 向田隆              | 千葉崇洋          |
| Heat.22 | リーダーパートナー             | 田中雄一          | 江副仁美                   | 本田真之、奥野治男 米川麻衣、荒木弥緒 大島貞生   | 梁博雅              | 本田真之          |
| Heat.23 | 伝統と進化                     | 佐藤雅子          | 佐藤雅子                   | 折井一雅、植田実 石川真理子、千葉崇洋 清水奈津子 | 向田隆              | 千葉崇洋          |
| Heat.24 | ボールルームへようこそ         | 板津匡覧          | 板津匡覧                   | 名倉智史、奥野治男 折井一雅、千葉崇洋 本田真之   | 向田隆 梁博雅       | 千葉崇洋 本田真之 |

### 放送局
| 放送期間                      | 放送時間                     | 放送局       | 対象地域   | 備考                                          |
| ----------------------------- | ---------------------------- | ------------ | ---------- | --------------------------------------------- |
| 2017年7月9日 - 12月17日       | 日曜 2:08 - 2:38（土曜深夜） | 毎日放送     | 近畿広域圏 | 製作参加 / 字幕放送 / 『アニメシャワー』第1部 |
|                               | 日曜 23:30 - 月曜 0:00       | TOKYO MX     | 東京都     |                                               |
| 2017年7月10日 - 12月18日      | 月曜 1:00 - 1:30（日曜深夜） | BS11         | 日本全域   | BS放送 / 『ANIME+』枠                         |
|                               | 月曜 1:30 - 2:00（日曜深夜） | 群馬テレビ   | 群馬県     |                                               |
| 2017年7月21日 - 12月29日      | 金曜 1:36 - 2:06（木曜深夜） | あいテレビ   | 愛媛県     |                                               |
| 2017年11月7日 - 2018年4月24日 | 火曜 19:00 - 19:30           | アニマックス | 日本全域   | BS/CS放送 / 字幕放送 / リピート放送あり       |

インターネットではAmazonプライム・ビデオでの独占配信となり、日本では2017年7月8日より第1話が土曜0時、第2話以降が毎日放送の放送直後に配信。

### 関連商品

#### BD / DVD
| 巻 | 発売日         | 収録話          | 規格品番   | 規格品番   |
| 巻 | 発売日         | 収録話          | BD         | DVD        |
| -- | -------------- | --------------- | ---------- | ---------- |
| 1  | 2017年11月29日 | 第1話 - 第4話   | PCXP-50521 | PCBP-53791 |
| 2  | 2017年12月27日 | 第5話 - 第8話   | PCXP-50522 | PCBP-53792 |
| 3  | 2018年1月24日  | 第9話 - 第12話  | PCXP-50523 | PCBP-53793 |
| 4  | 2018年2月28日  | 第13話 - 第16話 | PCXP-50524 | PCBP-53794 |
| 5  | 2018年3月28日  | 第17話 - 第20話 | PCXP-50525 | PCBP-53795 |
| 6  | 2018年4月25日  | 第21話 - 第24話 | PCXP-50526 | PCBP-53796 |

#### OST・キャラクターソング
| 発売日        | タイトル                                                                 | 規格品番   |
| ------------- | ------------------------------------------------------------------------ | ---------- |
| 2017年12月6日 | 林ゆうき「TVアニメ『ボールルームへようこそ』オリジナルサウンドトラック」 | TFCC-86627 |
| 2017年12月6日 | V.A.「TVアニメ『ボールルームへようこそ』キャラクターソング集」           | TFCC-86628 |

| 毎日放送 アニメシャワー 第1部 （本番組より日曜2:08 - 2:38(土曜深夜)に放送） | 毎日放送 アニメシャワー 第1部 （本番組より日曜2:08 - 2:38(土曜深夜)に放送） | 毎日放送 アニメシャワー 第1部 （本番組より日曜2:08 - 2:38(土曜深夜)に放送） |
| 前番組                                                                      | 番組名                                                                      | 次番組                                                                      |
| --------------------------------------------------------------------------- | --------------------------------------------------------------------------- | --------------------------------------------------------------------------- |
| 進撃の巨人 Season 2 （1:58 - 2:28）                                         | ボールルームへようこそ                                                      | サンリオ男子                                                                |

## 他作品とのコラボレーション
公益社団法人日本ダンススポーツ連盟
2017年6月25日から7月1日、渋谷スクランブル交差点の街頭ビジョンにて日本ダンススポーツ連盟（JDSF）×TVアニメ『ボールルームへようこそ』コラボCM動画を放送。
あんさんぶるスターズ!
Android・iOS向けに配信されているアプリゲーム。
2017年8月14日から31日までの期間限定でコラボキャンペーンが開催。『あんスタ』に富士田多々良、兵藤清春、赤城賀寿が登場した。